# Václav Hanuliak
Václav Hanuliak (Dénesd, 1947. december 1. – Besztercebánya, 2009. április 24.) szlovák régész, 1992-2008 között a zólyomi Pusztavár kutatója.

## Élete
Alapiskoláit szülőfalujában végezte, majd 1966-ban Somorján érettségizett. 1973 elvégezte a Comenius Egyetem régészet szakát. Szigorlati dolgozatát Liptó településképéből védte meg és 1980 kisdoktori fokozatot szerzett. Az egyetem befejezése után a rózsahegyi Liptói Múzeumba került. Több leletmentés mellett, volt ideje tervásatás végezni Liptó várában. Karol Pietával közösen dolgozott a Liptovská Mara-Havránok középkori vár feltárásán. Mikorra a feltárás eredményeinek bemutatásából archeoskanzen nyílt, már a besztercebányai műemlékvédelmi hivatalban dolgozott, 1984-2001 között. Ekkor több vár ásatását (Csábrág, Végles, Zólyomlipcse, 1992-től pedig a zólyomi Pusztavár) és szakrális épület (Zólyomlipcse minorita kolostor, Besztercebánya, Hontudvarnok Szent Mihály templom, Korpona Szent Péter templom) feltárását vezette. 
2001-től a Zólyomi Műszaki Egyetemen dolgozott, Pusztavár feltárása mellett. Az egész vár műemléki felújításon esett át, melyet egyben be is mutattak. 2006-tól a rimaszombati Terra antiqua cég tudományos biztosítója. Ezen belül végzett ásatásokat a zólyomi Szent Erzsébet-, ill. a nagycsalomjai elpusztult templomban.

## Elismerései és emléke
- 2005 Zólyom díszpolgára
- 2005 Zólyom város díja
- 2008 Zólyom polgármesterének díja
- 2009 Besztercebánya város díja (in memoriam)
- 2010 Emléktábla Pusztaváron

## Művei
- 1980 Hospodárske a spoločenské pomery starého Liptova vo svetle archeologických prameňov. Bratislava (rig. práca)
- 1993 Historicko-arheologický výskum Pustého hradu v Zvolene. In: Archaeologia historica 18, 161–166.
- 1995 K problematike počiatkov mesta Krupina. In: Archaeologica historica 20, 267–274.
- 1996 Vzťah príslušníkov dominikánskej rehole k obyvateľom Banskej Štiavnice. In: Archaeologica historica 21, 219–232.
- 1996 Najstaršia sakrálna stavba v Krupine. Pamiatky a múzeá 1996/1, 14–17.
- 1996 Liptovský hrad. Pamiatky a múzeá 1996/3, 28-33.
- 1997 Dončov hrad a vrcholnostredoveké refúgium nad Zvolen. Archaeologica historica 22, 161–168. (tsz. Michal Šimkovič)
- 1998 Pustý hrad. In: D. Žiak (Zost.): Zvolen – Premeny mesta k 755. výročiu obnovenia mestských práv. Zvolen
- 1998 Pustý hrad nad Zvolenom. Pamiatky a múzea 1998/1, 14–18.
- 2000 Príspevok k problematike existencie kláštorného hospica a Kostola sv. Ducha v Slovenskej Ľupči. In: Archaeologia historica 25, 233–244. (tsz. Radoslav Ragač)
- 2000 Poklad mincí z Pustého hradu pri Zvolene. In: Archaeologia historica 25, 359–367. (tsz. Jan Hunka)
- 2002 Zámok Vígľaš v období 14.-18. storočia. In: Archaeologia Historica 27, 286-287. (tsz. Radoslav Ragač)
- 2003 Archeologický doklad zaniknutej radnice vo Zvolene. In: Archaeologia historica 28.

## Külső hivatkozások
- http://www.pustyhrad.sk/index.php?option=com_content&view=article&id=124&Itemid=187%5B%5D
- https://web.archive.org/web/20160304103929/http://www.pustyhrad.sk/index.php?option=com_content&view=article&id=110&Itemid=175
- http://www.pustyhrad.com/vyskum_vyskumnici.php
- http://zvolen.sme.sk/c/5356574/vaclav-hanuliak-je-spat-na-hrade-symbolicky.html
- http://www.rozhlas.cz/leonardo/anonce/_zprava/575696
- http://zvolen.sme.sk/c/4813483/zomrel-archeolog-vaclav-hanuliak.html
- http://mesto.zvolen.sk/osobnosti-mesta.phtml?id3=34079
- https://web.archive.org/web/20091109154934/http://www.poslanec.sk/banska-bystrica/aktualne-informacie/prvymi-drzitelmi-ceny-mesta-herec-ivan-paluch-archeolog-vaclav-hanuliak
- https://web.archive.org/web/20120715020602/http://www.poslanec.sk/banska-bystrica/aktualne-informacie/za-vaclavom-hanuliakom
- http://www.mototuristika.sk/index.php?option=com_content&task=view&id=763&Itemid=180

1. 1 2 3 4  SNK authority file (szlovák nyelven). (Hozzáférés: 2024. január 17.)